# Vittorio Messori

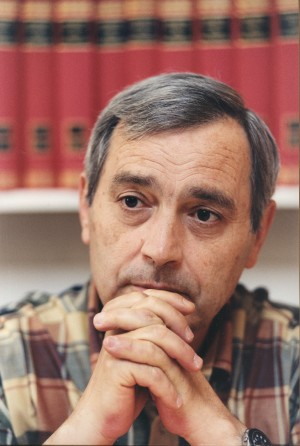
Vittorio Messori, 2004

Vittorio Messori (* 16. April 1941 in Sassuolo) ist ein römisch-katholischer Schriftsteller und Journalist aus Italien.
Sein Buch Ipotesi su Gesù (Mensch geworden. Wer war Jesus?), das er in der Zeit nach seiner Konversion zum Katholizismus im Jahr 1964 geschrieben und 1976 veröffentlicht hat, war in Italien ein Bestseller und ist in viele Sprachen übersetzt worden.

## Leben und Wirken
Vittorio Messori wurde in eine antiklerikale, agnostische Familie der Emilia-Romagna geboren. Sein Vater Enzo Messori war ein erfolgreicher Schriftsteller, der Gedichte in der Mundart von Modena schrieb. Enzo Messori war Soldat unter Mussolini, wurde in Deutschland ausgebildet und kämpfte anschließend in den Piemonteser Alpen gegen Einheiten, die unter dem Kommando von de Gaulle standen.
Sein Sohn Vittorio besuchte das renommierte Liceo Classico D’Azeglio, in das traditionsgemäß politisch eher linksstehende bzw. liberale Familien Turins ihre Kinder schickten. Er studierte anschließend an der Universität von Turin Politikwissenschaft und beendete 1965 sein Studium mit einer Dissertation über ein Thema aus der Geschichte des Risorgimento. Schon während dieser Zeit war er mit Intellektuellen wie dem Historiker Luigi Firpo (1915–1989) und dem Rechtsphilosophen und Publizisten Norberto Bobbio befreundet.
1964 konvertierte er zum Katholizismus, nach eigenen Aussagen nach intensiver Lektüre Pascals und der Evangelien.
Von 1966 bis 1967 lebte er in Assisi, wo er Kurse am Institut Pro Civitate Christiana belegte.
1968 kehrte er nach Turin zurück, um als Journalist zu arbeiten. Er nahm eine Stelle an der Società Editrice Internazionale (SEI) an, einem Verlag, der vom Salesianer-Orden betrieben wird. Zunächst arbeitete er in der Redaktion, wurde aber bald zum Leiter der Druckerei (Ufficio Stampa) ernannt.
Von 1986 bis 1992 hatte er unter dem Titel Vivaio zweimal wöchentlich eine Kolumne in der katholischen Tageszeitung Avvenire. Seit 1992 schreibt er regelmäßig für den Corriere della Sera.
Messori ist seit 1996 mit der Journalistin Rosanna Brichetti Messori (* 1939) verheiratet, nachdem eine 1972 geschlossene Ehe nach einem jahrelangen Untersuchungsverfahren durch den Vatikan annulliert worden war. Messori hatte Rosanna Brichetti kurz nach der Konversion während seiner Studien in Assisi kennen gelernt. Die Messori leben in Desenzano del Garda.

## Schriften

### Ipotesi su Gesù
1975 bot Messori dem Verlag SEI das Manuskript seines ersten Buchs an: Ipotesi su Gesú, das 1978 unter dem Titel „Mensch geworden. Wer war Jesus?“ in deutscher Übersetzung erschienen ist.
Das Buch ist das Ergebnis seiner über zehn Jahre andauernden Studien über die Geschichte des Christentums, die mit seinem Aufenthalt in Assisi begonnen hatten. 1976 erschien das Buch in einer einfachen Aufmachung in einer Auflage von 3000 Stück, die innerhalb kürzester Zeit verkauft war, ebenso wie die folgenden Nachdrucke. In den 1980er Jahren verkaufte der Verlag bis zu 30.000 Exemplare pro Jahr.
2007 hatte der Verlag allein in Italien eineinhalb Millionen Exemplare verkauft. Zusammen mit Guareschis Roman Don Camillo und Peppone und Umberto Ecos Historienroman Der Name der Rose war das Buch zu diesem Zeitpunkt das am meisten verkaufte und übersetzte Buch in Italien nach dem Zweiten Weltkrieg.
Damit war es das erste in einem katholischen Verlag publizierte Buch, das damals regelmäßig Plätze auf der Bestsellerliste belegte. Inzwischen hat die Nachfrage nachgelassen, in Deutschland ist es zurzeit (2017) nur noch antiquarisch erhältlich.
Messori untersucht in seinem Buch drei Hypothesen über die Existenz Jesu: Die kritische Hypothese  – sie geht davon aus, dass Jesus gelebt hat, aber erst später in den Status von Gottes Sohn/Gott/Erlöser der Menschheit etc. erhoben wurde.
Die mythische Hypothese geht davon aus, dass Jesus als Person nie gelebt hat, sondern dass es sich bei ihm um eine typische Mythologisierung handelt. Die dritte Hypothese schließlich, die Hypothese des Glaubens, akzeptiert, dass die im Neuen Testament erzählten Begebenheiten sich im Wesentlichen wie berichtet zugetragen haben.

### Zur Lage des Glaubens

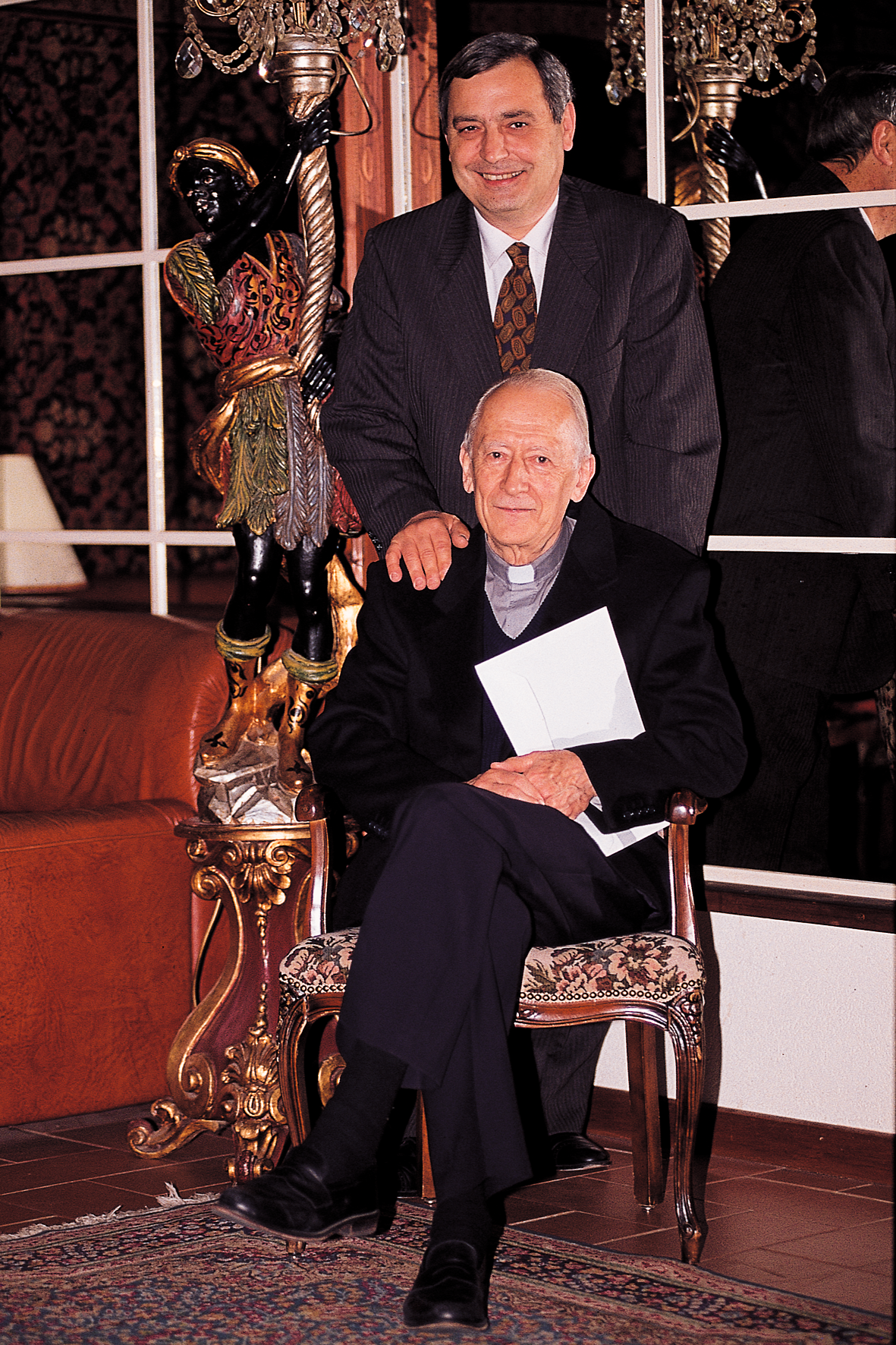
Vittorio Messori mit René Laurentin

„Rapporto sulla fede. Vittorio Messori a colloquio con Joseph Ratzinger“ (deutscher Titel „Zur Lage des Glaubens“) ist die Mitschrift eines Interviews, das Messori mit dem damaligen Präfekten der Glaubenskongregation, Josef Kardinal Ratzinger in Brixen geführt hat, und das 1985 publiziert wurde. Die Gespräche, die über drei Tage gingen, fanden im Vorfeld der 2. Außerordentlichen Generalversammlung November/Dezember 1985 zum „20. Jahrestag des Abschlusses des II. Vatikanischen Konzils“ statt.
Ratzinger formuliert in dem Gespräch zentrale Positionen zur Ökumene, den Ursachen der Glaubenskrise, zur Liturgie und zum 
Zweiten Vatikanischen Konzil. In dem konzentrierten Text, der weithin als Kritik am Konzil rezipiert wurde, spricht Ratzinger eine Reihe von Themen der katholischen Kirche an, von der Christologie bis zur Mariologie, Moraltheologie und Ekklesiologie bis zu Engeln und Vorstellungen einer personalen Existenz Satans.
Zielgruppe des Buchs war nicht die akademisch-theologische, sondern zunächst eine gebildete Leserschaft in Italien.
Das Buch wurde in mehrere Sprachen übersetzt, rief ein weltweites Echo hervor und war Bestseller auf Italienisch, Spanisch und Deutsch. Die US-amerikanische Ausgabe erlebte eine Auflage von einer halben Million. Das deutsche Magazin Der Spiegel nannte das Buch „ein militantes Dokument kirchlicher Restauration“ und einen „[…] Parforce-Ritt durch fast alle kirchlichen Themenbereiche […], wobei sich nirgends so richtig das trennen läßt, was mit Konzilsverwirklichung und deren Schwierigkeiten zu tun hat. Allerdings ist seine nachkonziliare Zustandskritik sehr eindeutig: die einseitige Kirchenzentriertheit“.

### Der „Fall“ Opus Dei

Opus Dei. Un’indagine (1994) ist 1995 in einer deutschen Übersetzung als Der „Fall“ Opus Dei mit einem Vorwort von Giuseppe Romano erschienen. Romano, ein italienischer Publizist und Mitherausgeber der „Studi cattolici“ ist selbst Verfasser eines Buchs über das Opus. In seinem Buch geht er auf die gegen das Opus erhobenen Vorwürfe ein, die nach der Seligsprechung des Gründers Josemaría Escrivá 1992 durch Johannes Paul II. wieder aufgeflammt waren, und versucht sie zu widerlegen.
Messori beschreibt in seinem Buch die innere Organisation des Opus, die Modalitäten, wie man Mitglied wird, greift die gegen das Opus gerichteten Vorwürfe auf und bemüht sich um deren sachliche Entkräftigung sowie den Abbau von Vorurteilen beim Leser.
Der langjährige Dpa-Korrespondent in Italien Hanspeter Oschwald nennt das Buch ein „Huldigungsbuch“ des Opus Dei. Oschwald schreibt im Focus, Messori schildere italienisch schwärmerisch Escrivàs Führungsstil und beschreibe das Opus auch als die Panzer der katholischen Kirche.

## Auszeichnungen
- 2000: Orden de Isabel la Católica[10]

## Werke (Auswahl)
- Ipotesi su Gesù. Società Editrice Internazionale, Turin 1976 (erweiterte Neuausgabe 2001, ISBN 88-05-05867-X)

Deutsche Übersetzung: Mensch geworden. Wer war Jesus. Übertragen von Helmut Machowetz. Styria-Verlag, Graz 1978
- Rapporto sulla Fede. Edizioni San Paolo, Cinisello Balsamo 1985, ISBN 978-88-04-37807-5

Deutsche Übersetzung: Zur Lage des Glaubens. Ein Gespräch mit Kardinal Joseph Ratzinger. Verlag Neue Stadt, München/Zürich/Wien 1985, ISBN 978-3-87996-180-1
- Opus Dei. Un’indagine. Mondadori, Mailand 1994, ISBN 88-04-37411-X

Deutsche Übersetzung: Der „Fall“ Opus Dei. Mit einem Nachwort von Giuseppe Romano. Übersetzt von Sigrid Spath. Hoffmann und Campe, Hamburg 1995, ISBN 3-928272-42-X
- Patì sotto Ponzio Pilato? Un’indagine sulla passione e morte di Gesù. Società Editrice Internazionale, Turin 1992, ISBN 88-05-05295-7

Deutsche Übersetzung: Gelitten unter Pontius Pilatus. Eine Untersuchung über das Leiden und Sterben Jesu. Adamas Verlag, Köln 1997, ISBN 978-3-925746-72-7
- Mit Michele Brambilla: Qualche ragione per credere. Mondadori, Mailand 1997, ISBN 88-04-41785-4.

Deutsche Übersetzung: Der Gläubige hat recht. Sankt Ulrich Verlag, Augsburg 2001, ISBN 978-3-929246-57-5
- Il Mistero di Torino. Due ipotesi su una capitale incompresa. Mondadori, Mailand 2005, ISBN 978-88-04-54785-3